# Sandro Ramírez
Sandro Ramírez (ur. 9 lipca 1995 w Las Palmas de Gran Canaria) – hiszpański piłkarz występujący na pozycji napastnika w hiszpańskim klubie Las Palmas. Wychowanek FC Barcelony. Młodzieżowy reprezentant Hiszpanii.

## Kariera klubowa
Sandro jako 6 latek zaczął trenować piłkę nożną w UD Las Palmas. W 2009 roku dołączył do młodzieżowej drużyny Barcelony. 4 lata później został przeniesiony do drużyny rezerw. W 2014 roku dołączył do pierwszego zespołu. 18 sierpnia 2014 zdobył swoją pierwszą bramkę po dośrodkowaniu Munira El Haddadiego w rozgrywkach Trofeu Joan Gamper.
31 sierpnia 2014 zagrał swój pierwszy oficjalny mecz w Primera División przeciwko Villarreal CF. Wszedł na boisko zmieniając Pedro Rodríguez w 70. minucie i zdobył bramkę. 21 października 2014 strzelił swoją pierwszą bramkę w Lidze Mistrzów przeciwko Ajaksowi.